# 폴룩스 (항성)
폴룩스(β Gem / β Geminorum /Beta Geminorum, 영어: Pollux)는 쌍둥이자리 방향으로 지구로부터 약 34광년 떨어져 있는 준거성이다. 바이어 명명법에 따르면 두 번째로 밝은 별이어야 하지만 카스토르를 제치고 쌍둥이자리에서 가장 밝은 별이기도 하다. 1943년부터 폴룩스는 다른 별들의 분광형을 결정하는 '기준점 분광형 항성'의 역할을 해 왔다. 2006년 기준으로, 폴룩스를 도는 외계 행성 태스티아스(폴룩스 b)가 발견되었다.

## 이름
이름 폴룩스는 그리스 신화, 로마 신화에 나오는 쌍둥이 폴룩스와 카스토르에서 따 온 것이다. 바이어 명명법으로는 쌍둥이자리 베타로 읽는다.
카스토르, 폴룩스 두 별 때문에 해당 별자리의 이름이 '쌍둥이자리'가 된 것이다.(라틴어로 Gemini는 쌍둥이를 뜻한다.) 그러나 이름과는 달리 카스토르와 폴룩스는 판이하게 다르다. 카스토르는 여섯 개의 밝고 젊은 A형 별과 적색 왜성들이 복잡하게 서로를 돌고 있는 육중성계임에 비해 폴룩스는 한 개의 별이며 청년기를 지나 죽어가는 오렌지색 거성이다. 영국 시인 퍼시 비시 셸리는 1818년에 쓴 시 《호메로스가 폴룩스와 카스토르에게 바치는 찬가》(Homer's Hymn To Castor And Pollux)에서 폴룩스를 '온후한 풀룩스여, 흠잡을 곳이 없구나.'라고 표현했다.
《알 악사시 알 무아케트 달력》(Calendarium of Al Achsasi Al Mouakket)에 수록된 성표에는 '무에크헤르 알 드지라'로 표기되었는데 이는 '앞발의 끝부분'이라는 뜻이다.
동아시아권에서는 폴룩스, 카스토르, 쌍둥이자리 로 셋으로 이루어진 별자리를 북하(北河, 북쪽 강)로 불렀다. 폴룩스 자체는 북하삼(北河三)으로 '북하에서 세 번째 별'이라는 뜻이다.

## 특징
히파르코스 인공위성의 연주시차 측정에 따르면, 지구로부터 약 33.78 광년 (10.36 파섹) 거리에 위치해 있다. 맨눈으로 보았을 때 밝기는 1.1등급으로 밤하늘 별들 중 손에 꼽을 수준이다. 바이어 명명법상 '베타' 이름과는 달리 실제로는 알파별 카스토르보다 더 밝다. 질량은 태양의 두 배, 반지름은 아홉 배 정도이다. 질량으로 볼 때 폴룩스는 주계열 시절 A형 주계열성이었을 것이며 중심핵에 있던 수소를 모두 태운 뒤 분광형 K0 III의 거성으로 진화하였다. 나이는 약 7억년 정도로 태양에 비하면 매우 젊은 별이지만, 질량이 높기 때문에 태양보다 훨씬 먼저 적색거성 단계에 진입했다. 대기층의 유효온도는 4666 켈빈으로 이 온도에서 우리 눈에 오렌지색으로 빛나는 것처럼 보인다. 자전 속도는 초당 2.8 킬로미터이다. 수소 및 헬륨보다 무거운 원소 함유량은 정확히 밝혀지지 않았으며 추정치는 태양의 85%에서 155%까지 다양하다.
ROSAT 궤도 망원경이 폴룩스로부터 약한 엑스선 분출을 관측한바 있는데 그 양은 약 1027 erg s−1로 태양이 뿜는 양과 거의 같다. 1 가우스보다 작은 자기장이 항성 표면에 있음이 확인되었으며 이는 항성들 중 매우 약한 수준이다. 이 자기장으로부터 폴룩스가 한때는 이보다 훨씬 강한 자기장을 지녔던 Ap/Bp 별이었을 것으로 추측하고 있다. 시선속도에 작은 진폭이 관측되나 측광학적으로 볼 때 변광성은 아니다.

## 행성계
1993년부터 폴룩스의 시선속도를 측정, 동반천체를 찾기 시작했다. 2006년 6월 16일 별을 태양~화성 간격 정도 떨어져서 도는 행성급 천체 하나를 발견했으며 이름은 폴룩스 b로 명명되었다. 이 행성의 질량은 목성의 최소 2.3배이며 1 공전주기는 약 590일이다.
2014년 7월 국제천문연맹은 주요 외계행성에 애칭을 붙여주는 캠페인을 펼쳤는데 2015년 12월 폴룩스 b의 새 이름은 테스티아스(Thestias)로 결정되었다. 원래는 오스트레일리아 더 스카이넷(theSkyNet)에서 폴룩스의 어머니 이름인 '레다'를 제출했다. 그러나 국제천문연맹은 그 이름은 이미 소행성 38 레다, 목성의 위성 레다에 있다고 하여 선정하지 않았고 대신 테스티오스의 딸 테스티아스로 대체하여 선정했다.
| 동반 천체 (가까운 천체순) | 질량 (MJ)  | 공전주기 (일) | 공전궤도 반지름 (AU) | 이심률      |
| ------------------------- | ---------- | ------------- | -------------------- | ----------- |
| b (테스티아스)            | 2.3 ± 0.45 | 589.64 ± 0.81 | 1.64 ± 0.27          | 0.02 ± 0.03 |